# Molophilus promeces
Molophilus promeces är en tvåvingeart som beskrevs av Alexander 1961. Molophilus promeces ingår i släktet Molophilus och familjen småharkrankar. Inga underarter finns listade i Catalogue of Life.